# Neda Lokas
Neda Lokas (Sebenico, 5 agosto 1985) è un'ex cestista croata.

## Carriera
Con la Croazia ha disputato i Campionati europei del 2011.